# Gaylen Ross
Gaylen Ross (nacida el 15 de agosto de 1950) es una directora, escritora, productora y actriz estadounidense, principalmente conocida por su interpretación de Francine Parker en la película de terror de 1978 Dawn of the Dead y por dirigir el documental de 2008 Killing Kasztner.

## Biografía
Ross nació y creció en Indianápolis , Indiana, donde se graduó de Broad Ripple High School en 1967. Estudió en Monterey Peninsula College en California y luego recibió su licenciatura en The New School . for Social Research. Fue directora editorial de la revista de poesía Antaeus and Ecco Press de 1975 a 1977.
Ross tiene ciudadanía en los Estados Unidos e Israel . En 2015, fue nombrada miembro del Salón de la Fama de la Fundación de Educación de las Escuelas Públicas de Indianápolis.